# Бутми, Жан-Жозеф
Жан-Жозеф Бутми (фр. Jean-Joseph Boutmy; 29 апреля 1725, Брюссель — 1782, Клеве) — бельгийский органист, клавесинист, композитор.

## Биография
Сын Жоссе Бутми, происходит из семьи выдающихся музыкантов, также называемой «Династия Бутми» (фр. La dynastie des Boutmy).
Жил в Генте, служил в Кафедральном Соборе Св. Бавона как органист (1757—1759), а также был учителем игры на клавесине. Позже он служил органистом у посла Португалии в Гааге.
Среди его произведений — 6 концертов и 6 дивертисментов для клавесина и скрипки (аккомпанемент ad libitum). Жан-Жозеф также опубликовал теоретический труд Traité abrégé de la basse continue (Гаага, ок. 1760 года).

## Интересный факт
Жан-Жозеф Бутми в 1765 году встречался в Гааге с Леопольдом Моцартом и его сыном — юным Вольфгангом-Амадеусом, которые в то время путешествовали с концертами по Нидерландам. Об этом событии Леопольд Моцарт оставил соответствующую запись в своём путевом дневнике.

## Дискография
- «La dynastie des Boutmy» HARPSICHORD WORKS AT THE COURT OF BRUSSELS. Исп. Godelieve Smets — HARPSICHORD / Armand Van de Velde — VIOLON долгоигр. диск 33 об. Alpha Label.
- «Le Chapelle Royal de Charles de Lorraine», HARPSICHORD WORKS AT THE COURT OF BRUSSELS, PIECES DE CLAVECIN, Исп. Godelieve Smets — HARPSICHORD долгоигр. диск 33 об. Alpha Label.